# Église de la Décollation-de-Saint-Jean-Baptiste de Nexon
Pour les articles homonymes, voir Église de la Décollation-de-Saint-Jean-Baptiste.
L'église de la Décollation-de-Saint-Jean-Baptiste est une église catholique située à Nexon, en France.

## Localisation
L'église est située dans le département français de la Haute-Vienne, sur la commune de Nexon.

## Historique
Construit le XIe siècle au centre de Nexon à proximité du château. Sa nef sera achevé au XVe siècle. L'édifice est entièrement réalisée en granit provenant de France
L'abside et le cœur de l'édifice seront inscrits au titre des monuments historiques le 6 février 1926.